# Royal Leamington Spa

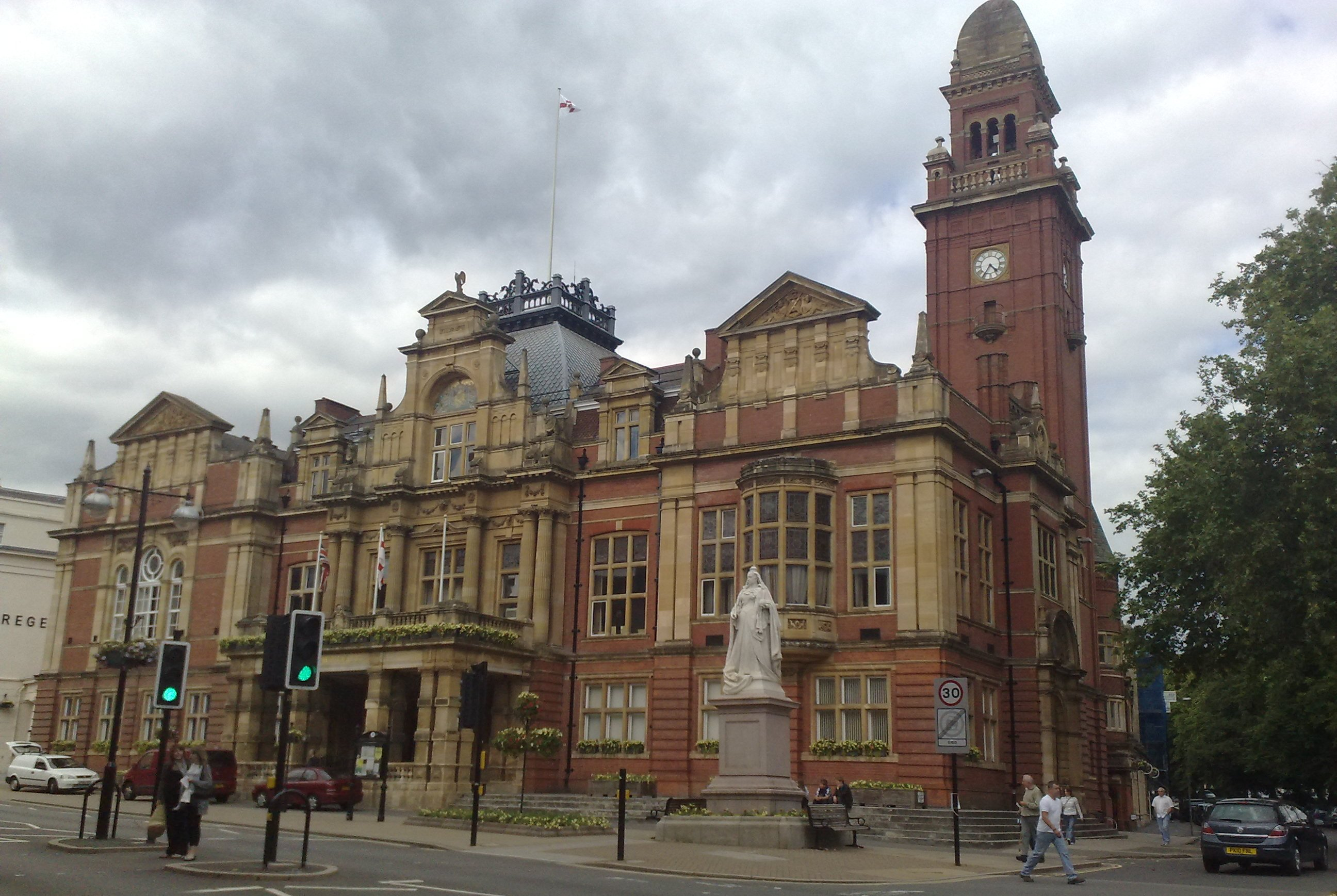
Leamingtonská radnice se sochou královny Viktorie

Royal Leamington Spa, Leamington Spa nebo jen Leamington je čtyřicetitisícové město v britském hrabství Warwickshire v centrální Anglii. Bývalé lázeňské město leží v regionu West Midlands, v oblasti, která se nachází nejdále od moře. Na severní a jižní část dělí město řeka Leam. Leamington je vzdálený 10 mil od Coventry a 25 mil od Birminghamu. Nedaleko, na druhém břehu Avony stojí historicky významné město Warwick se středověkým hradem. Na jihozápadě je Stratford nad Avonou, rodiště Williama Shakespeara.
Dnešní Leamington patří k turisticky atraktivním místům díky přetrvávající lázeňské atmosféře. Pro krásné georgiánské a raně viktoriánské budovy se město stalo oblíbeným místem nákupů. Za návštěvu stojí i místní městské parky. Především Jephson Gardens v centru města, vysazený barevnými květy. Uvnitř parku také najdete jezero s loďkami, viktoriánskou kavárnu nebo skleník s tropickými rostlinami.
Atmosféru Leamingtonu jako živého města v podvečer dokresluje studentská komunita z blízkých univerzit.

## Historie

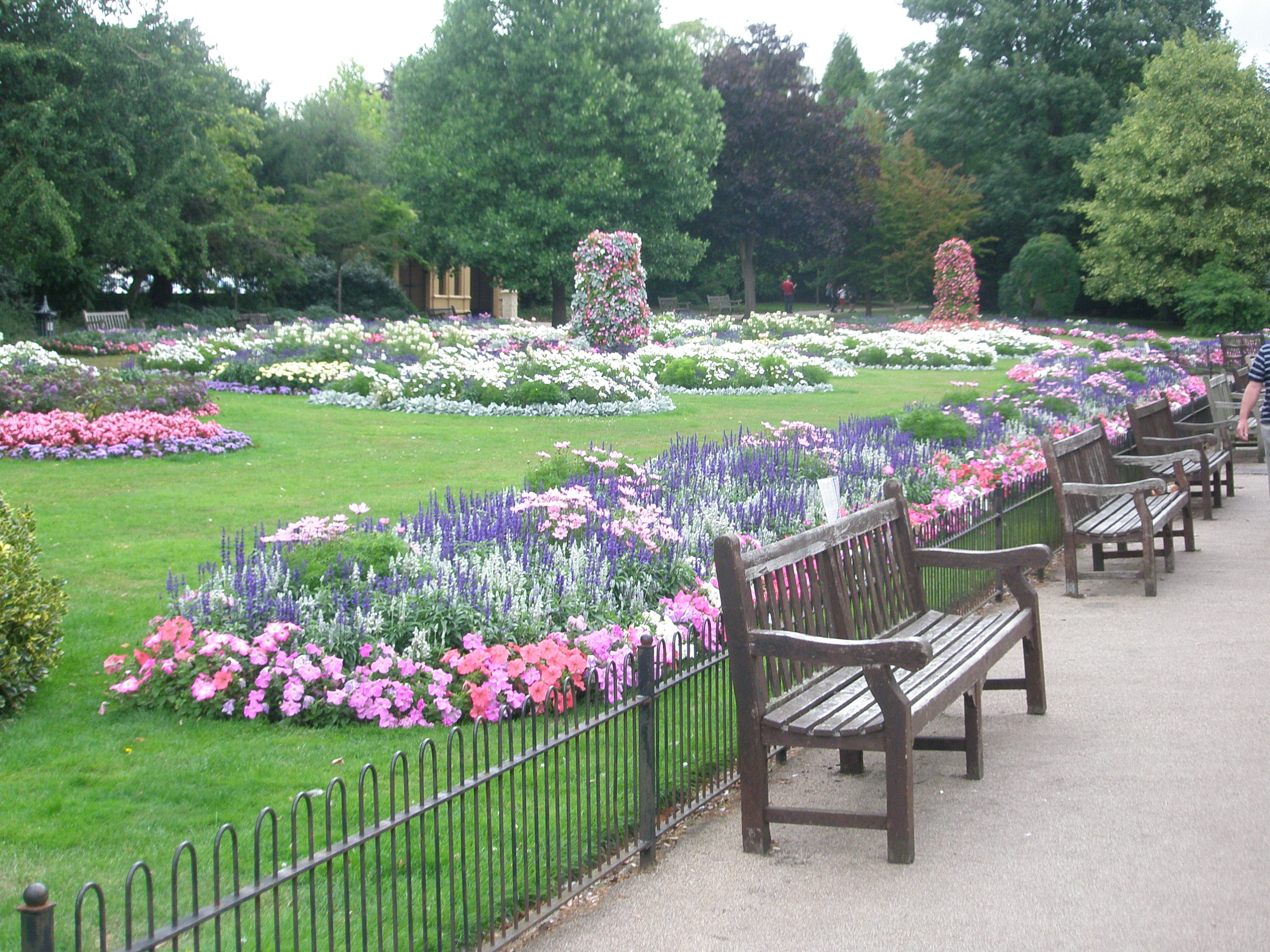
Park Jephson Garden

Až do konce 18. století stála na jižním břehu řeky Leam malá vesnice známá jako Leamington Priors. V roce 1784 místní rodák Benjamin Satchwell znovuobjevil minerální prameny, o kterých se vědělo už od 15. století. Tentokrát se město rozhodlo využít ozdravných účinků místní vody a vybudovat lázně. Satchwell se věnoval psaní poezie a článkům o vesnici a jejím pramenům, což pomohlo získat první lázeňskou klientelu. Leamington se tak začal rozšiřovat směrem na sever od řeky Leam. První ulicí, která byla postavena je The Parade. Nejstarší budovy postavené na této ulici jsou naproti hotelu Travelog.
V roce 1814 byla blízko řeky Leam otevřena lázeňská budova Royal Pumps Rooms and Baths. Později vznikl naproti lázeňský park Jephson Gardens pojmenovaný po doktoru Henry Jephsonovi. Místní doktor byl proslulý svou úspěšnou lázeňskou léčbou, založenou na přísné dietě, pravidelných procházkách spolu se společenskou konverzací a popíjení minerální vody.
V průběhu 19. století zažíval Leamington největší rozmach. Stal se oblíbeným lázeňským městem pro zámožnou klientelu. A na Parade byl v roce 1819 postaven jeden z největších hotelů v Evropě, The Regent Hotel (dnešní Travelodge). Lázeňští hosté se věnovali ozdravným procedurám a společenské zábavě zahrnující časté koncerty, divadelní představení, ohňostroje nebo hraní kriketu.
Regent Hotel v roce 1830 hostil jedenáctiletou princeznu Viktorii, budoucí dlouholetou panovnici monarchie. Díky této návštěvě dostal Leamington o osm let později privilegium používat titul královský - Royal. Panovnice navštívila Leamington i jako královna v roce 1858.
Služeb stejného hotelu využil i Charles Dickens, který do Leamingtonu přijel předčítat ze svých literárních děl. Později spisovatel umístil některé scény svého románu Dombey a syn na leamingtonskou ulici Holly Walk.
Dalšími osobnostmi, které byly ubytovány v Regent Hotelu, byli také Napoleon III. později Winston Churchill nebo současná královna Velké Británie Alžběta II.
Zlatá éra Leamingtonu jako lázeňského města ale končí na konci 19. století, kdy lázně přestávají být v Anglii populární, a ekonomika města klesá. Leamington se ale díky krásné architektuře stává oblíbeným místem důchodců z okolí Coventry a Birminghamu.

## Památky

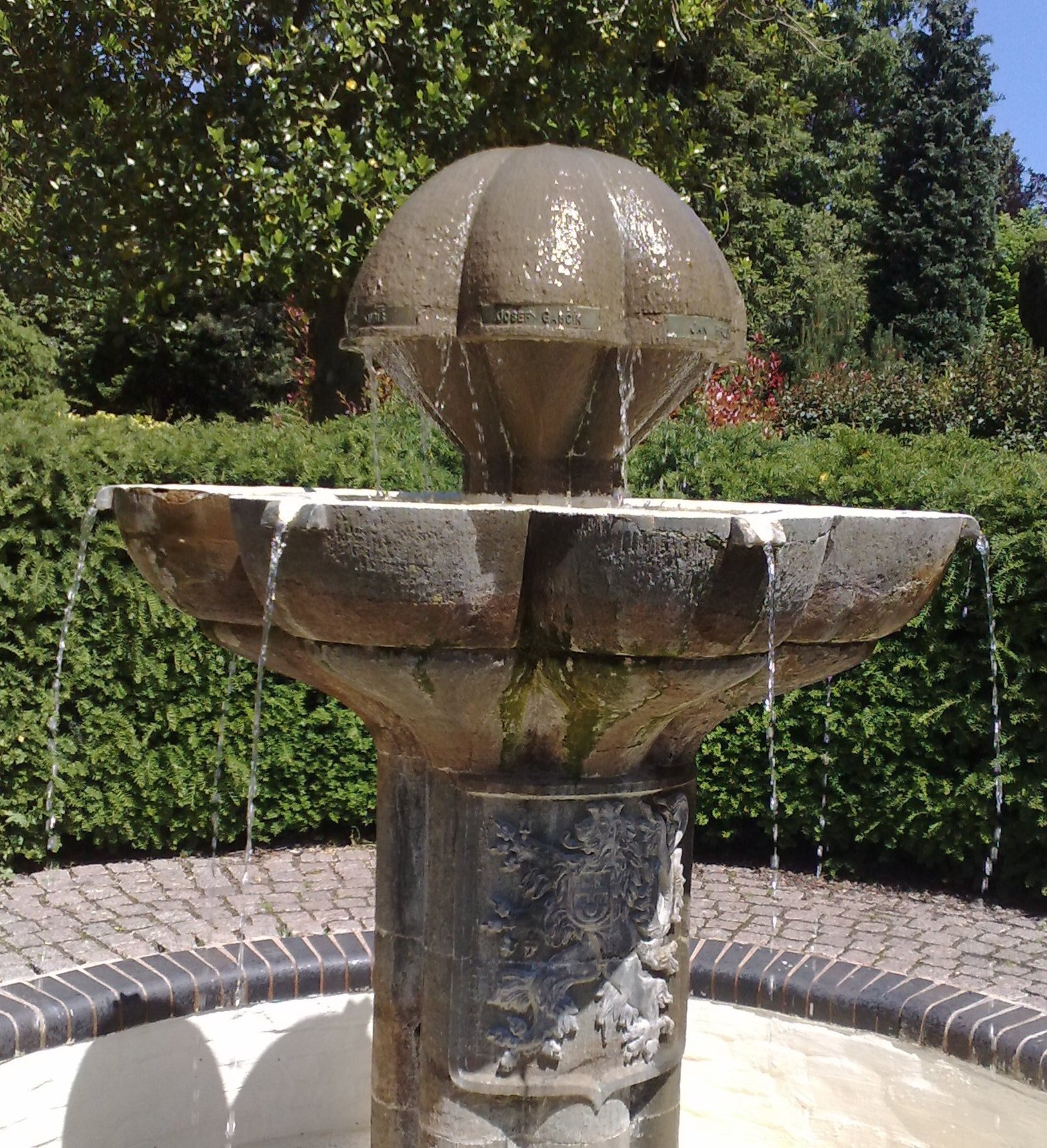
Kašna na památku československých parašutistů

Město Leamington Spa je významně spjato s dějinami českého státu. Během druhé světové války bylo sídlem československých parašutistů, kteří byli součástí speciálního výcviku. Sedm z nich provedlo seskok v rámci operace Anthropoid, aby 27.5.1942 provedli atentát na říšského protektora Heydricha. Reinhard Heydrich podlehl následkům zranění. Atentátníci byli ale do tří týdnu dopadení a zabiti. Kvůli atentátu zesílil nacistický teror nad českým národem a byly vypáleny obce Lidice a Ležáky. Tuto událost připomíná kašna ve tvaru padáku se sedmi vyrytými jmény umístěná ve zmíněném parku Jephson Gardens.
Naproti hlavního vchodu do Jephson Garden stojí Royal Pumps Rooms and Baths se zahradami. Bývalý lázeňský prostor, kde se v minulosti odehrával kulturně bohatý život. Dnes uvnitř budovy sídlí městské muzeum, informační centrum, knihovna a kavárna. Před budovou je stále možné najít kašnu s leamingtonskou minerální vodou. Lázeňské zahrady napravo od budovy jsou volně přístupné odpočinku.
Impozantní katedrála nacházející se v blízkosti Jephsons Gardens i Royal Pumps Rooms je novogotický Kostel Všech Svatých –The Parish Church of All Saint, stojící na místě původního středověkého kostela.
Hlavní třídou Leamingtonu je dlouhá ulice The Parade vedoucí z jihu města přes řeku Leam na sever. Právě podél Parade a v postranních uličkách jsou koncentrovány obchody a restaurace. Stojí zde také budova radnice z roku 1830 se sochou královny Viktorie poblíž vchodu. Během druhé světové války, když německé letectvo bombardovalo Británii, bylo terčem útoku v noci 14.11.1940 blízké industriální město Coventry. Několik německých bomb ale omylem dopadlo na Leamington. Jedna z nich posunula sochu královny Viktorie před leamingtonskou radnicí o 1 inch dále. Socha nebyla poškozena a dodnes je k vidění na místě, kam ji bomba přemístila.
Kromě malých obchůdků je v Leamingtonu možné nakupovat také ve dvou obchodních domech. První z nich The House of Fraser ležící severně na Parade. Dalším je Royal Priors. Když do tohoto obchodního domu vstoupíte nablýskaným vchodem z ulice Warwick street ocitnete se přesně na místě, kde se kdysi nacházela chudinská čtvrť Leamingtonu a domy s červenými lucernami.

## Osobnosti spjaté s Leamingtonem

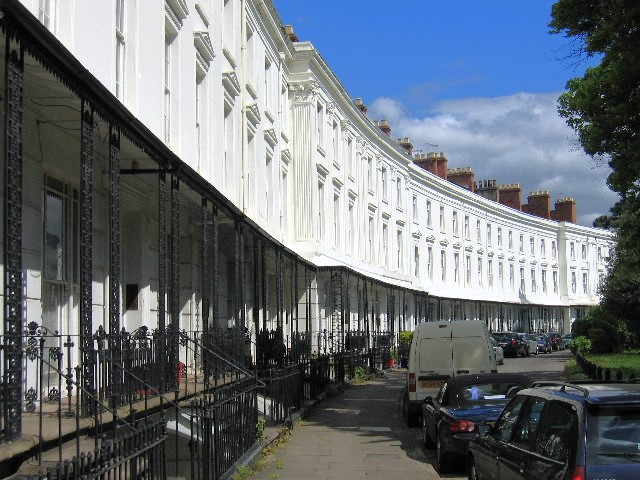
Dům Lansdowne Crescent

V době, kdy Leamington vzkvétal jako lázeňské město, začal zde svoji praxi na poli architektury provozovat dvaatřicetiletý William Thomas (1799-1860). Thomas se v mládí vyučil za tesaře a truhláře, ale brzy po vyučení odešel od své rodiny do Birminghamu. V Birminghamu se oženil a začal pracovat pod vlivem manželčina příbuzného, architekta a stavitele Richarda Tutina. Jejich spolupráce později zanikla a Thomas s rodinou přesídlil do Leamingtonu, kde bylo dostatek zakázek pro jeho architektonickou práci z řad místní střední třídy. Navrhl tak řadu leamingtonských honosných budov a sídel. K nejcennějším patří řadové domy ve tvaru půloblouku v klasicistním stylu Lansdowne Crescent nebo georgiánské vily seřazené do tvaru podkovy a částečně oddělené od zbytku města na blízké Lansdowne Circus. Thomasovu práci v Leamingtonu přerušil krach místních bank v roce 1837 a krize ve stavebním průmyslu ve čtyřicátých letech. V roce 1843 architekt emigroval se svojí ženou a deseti dětmi do Toronta. Za oceánem mohla jeho kariéra růst a Thomas se tak stal významným kanadským architektem. Dva z jeho synů později pokračovali v jeho řemesle.

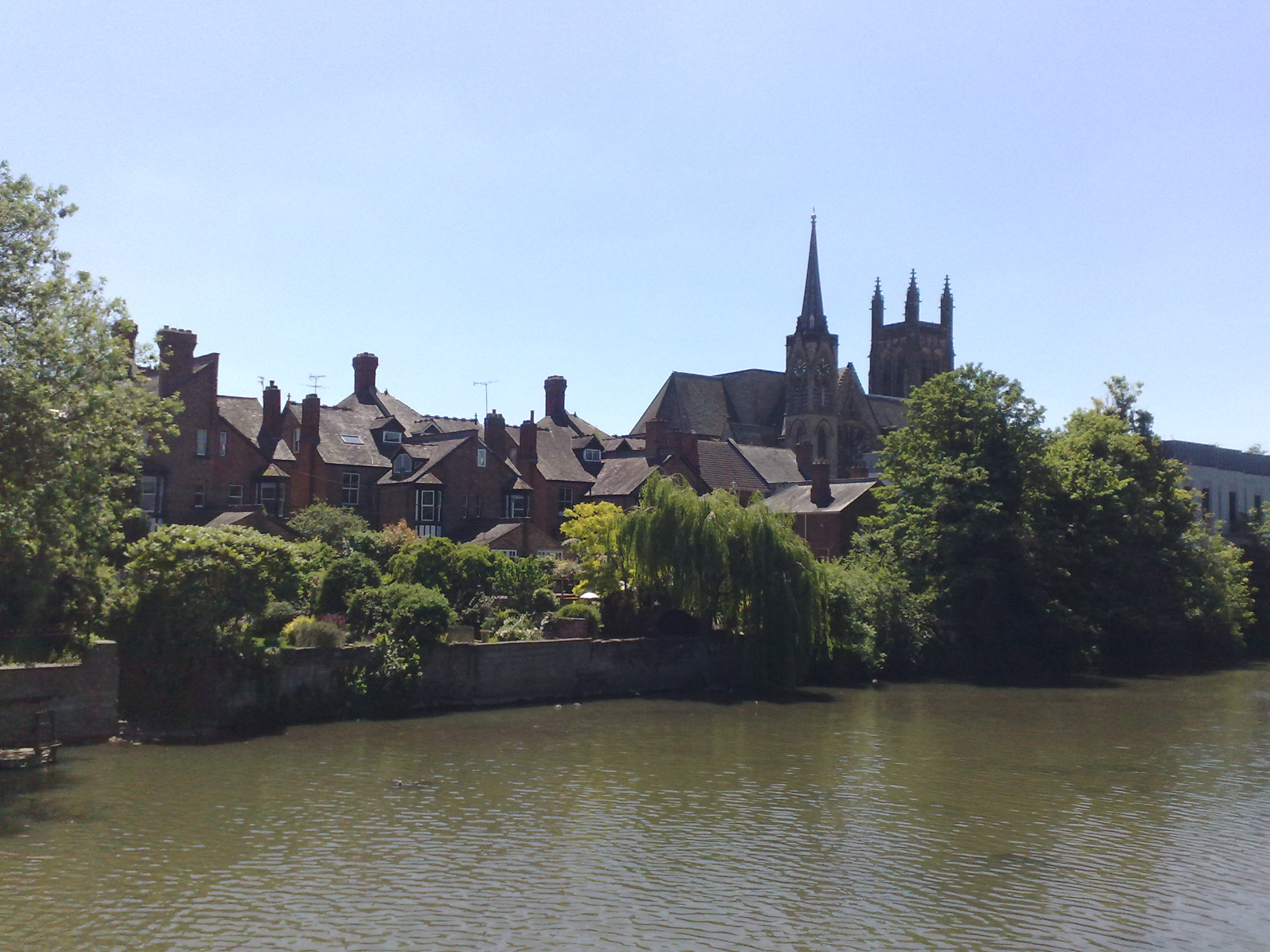
Řeka Leam

O padesát let mladší než Thomas byl Samuel Lockhart (1851–1933). Narodil se v Leamingtonu jako druhorozený syn do známé cirkusové rodiny. Nejprve pokračoval v rodinné tradici a účinkoval společně se svým starším bratrem jako akrobat a klaun v cirkuse. V roce 1875 ale utrpěl zranění při pádu z koně a cirkus opustil. Vydal pracovat na čajovou plantáž na Srí Lanku a během svého pobytu na tropickém ostrově se naučil pracovat se slony. Později trojici slonů přivezl do Leamingtonu a začal je pod uměleckým jménem „The Three Graces“ trénovat pro cirkusová představení. Lockhart byl jako trenér slonů velmi úspěšný a několik cirkusových představení tak viděla i královna Viktorie. A pokud nebyl cirkus zrovna mimo Leamington, měli místní možnost vidět sloní koupel v řece Leam nedaleko Jephsons Gardens. Dodnes pěší stezce kolem řeky Leam říká „Elephant Walk“.

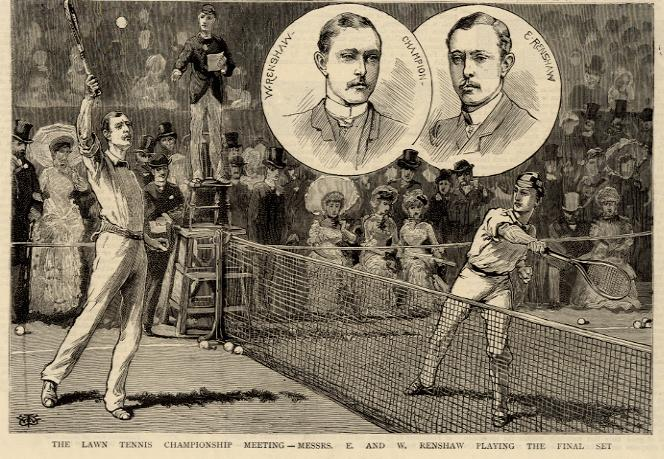
Bratři Renshawovi

Leamington je spjat se vznikem bílého sportu, tenisu. V roce 1872 zde vznikl první tenisový klub na světě a o dva roky později stanovil tento tenisový klub moderní pravidla hry. Jedenáct let před vznikem Leamingtonského tenisového klubu se zde na Brandon Parade narodila dvojčata Ernest a William Renshawovi. A oba bratři si během středoškolských studií začali trénovat, aby v 80. letech kralovali Wimbledonu. Společně pětkrát zvítězili v mužské čtyřhře. Vystupovali ale i jako soupeři. A o patnáct minut starší o něco vyšší Ernest vyhrál Wimbledon v mužské dvouhře v roce 1888. Jeho mladší bratr dosáhl na tenisovém trávníku ještě větších úspěchů a je považován za jednoho z nejlepších tenistů vůbec. William Ernesta jako soupeře se ve finále Wimbledonu třikrát porazil a celkem mu patří sedm samostatných výher. První Wimbledonské výhry přitom dosáhl už ve svých dvaceti letech. Jako třicetiletý po úspěšné kariéře odešel do důchodu. Ernest jako první zavítal do tenisového nebe, když zemřel ve věku osmatřiceti let. O pět let později tento osud zastihl i Williama.

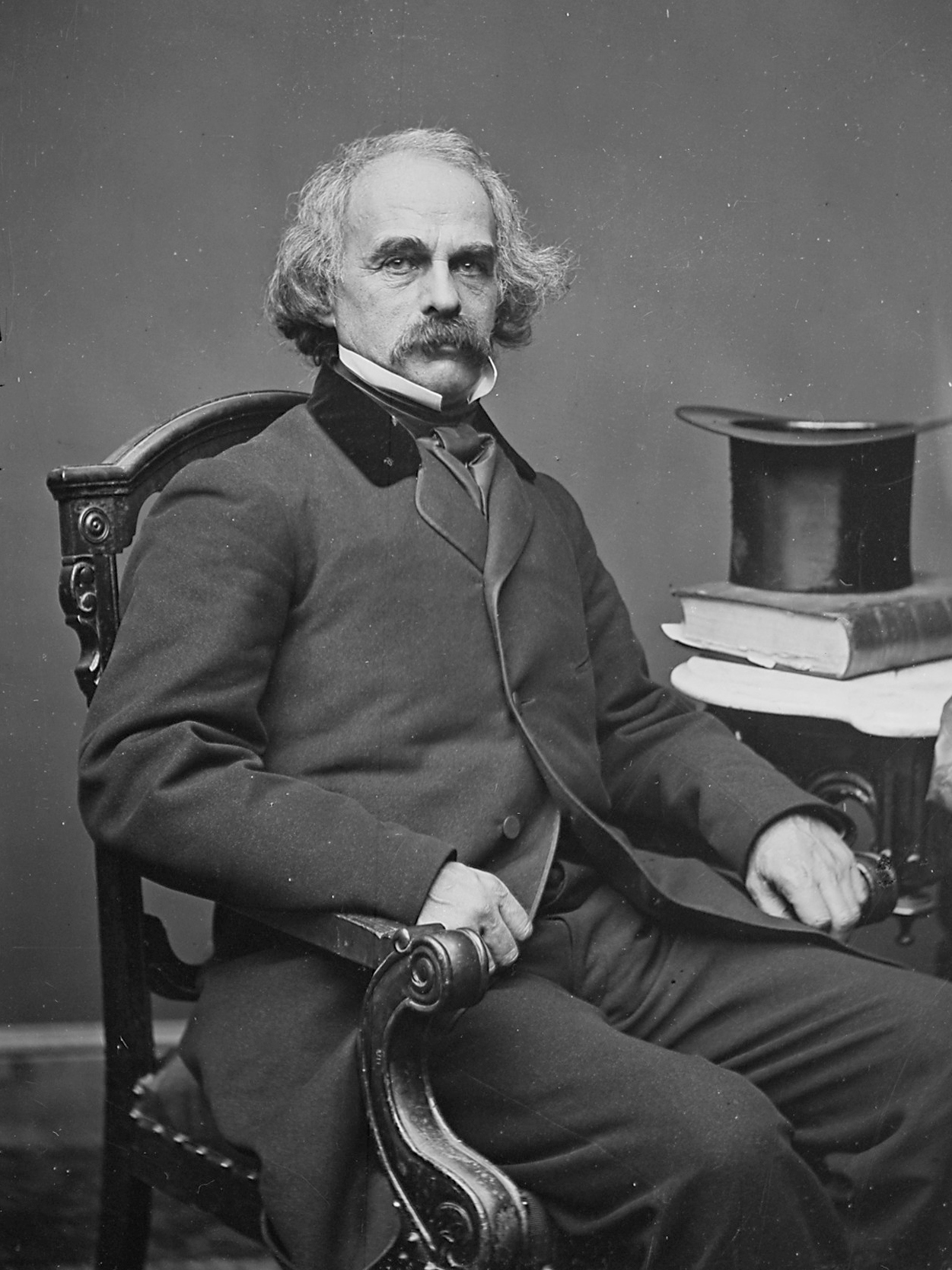
Spisovatel Nathaniel Hawthorne

Další významný leamingtonský sportovec byl o osmdesát let mladší než Renshawovi. V roce 1928 se zde narodil boxer Randolph Turpin (1928-1966), aby započal svůj životní příběh s tragickým koncem. V domě na Willes Road 4 se narodil otci z Guyany a britské matce. Společně se svým bratrem Dickem se začal brzy věnovat zápasu v ringu. V osmnácti letech se vydal do Londýna za profesionální boxerskou kariérou v doprovodu svého bratra, který mu dělal trenéra. Turpin zápasil úspěšně a v čtyřicátých a padesátých letech patřil mezi nejlepší evropskou špičku ve střední váze. Stal se britským národním hrdinou, když porazil předchozího i následného vítěze světového šampionátu Sugar Ray Robinsna v roce 1951. Ale Turpinovy úspěchy v ringu netrvaly věčně a brzy po světové výhře začal prohrávat. Těžko se vyrovnával se ztrátou popularity a života světového šampiona, prohlubovaly se jeho emoční i finanční problémy. Ačkoli pokročoval v profesionálním boxování, nikdy už předchozích úspěchů nedosáhl. A v roce 1966, ve věku sedmatřiceti let, spáchal sebevraždu. Ještě předtím se pokusil zabít svou sedmnáctiměsíční dceru, na kterou dvakrát vystřelil. Holčička útok svého otce přežila a po pár dnech byla puštěna z nemocnice. Na padesátileté výroční od Turpinovy proslulé výhry byla na náměstí Market Square ve Warwicku postavena jeho socha.
O něco méně významně než s oblastí sportu je Leamington spjat se světem literatury. Na Lansdowne Circus navržené Thomasem, v domě číslo 10, nějakou dobu pobýval americký spisovatel Nathaniel Hawthorne (1804-1864). Spisovatelovo původní jméno bylo Hathorne, ale písmeno W od svého jména přidal, aby se distancoval od svých příbuzných, především Johna Hatorna, soudce během jednoho z mála čarodějnických procesů v Usa, Salemského čarodějnického případu. Na Leamington spisovatel později vzpomínal jako na klidné a příjemné místo a zmíněný dům nazýval jedním z nejútulnějších koutků v celé Anglii.
V roce 1883 se V Leamingtonu narodila básnířka a spisovatelka Ethel Andersonová (1883-1958). Brzy po narození ale spolu s australskými rodiči odjela zpět do Sydney, kde vyrostla. Když se vdala za generála Andersona, přestěhovala se zpátky do Anglie, kde pobývala deset let a žila uměleckým životem s otevřenými dveřmi.

## Partnerská města
- Brühl, Německo, 1973
- Heemstede, Nizozemsko, 1987
- Sceaux, Francie, 1969